# Павловский тракт
Па́вловский тракт — одна из крупнейших транспортных магистралей Барнаула. Соединяет город с районами края, а также «спальные» районы, аэропорт и промзоны с центром города. В месте пересечения с улицей Малахова тракт образует крупную автомобильную развязку, а около проспекта Строителей пересекает реку Пивоварку. Одна из наиболее загруженных транспортом улиц Барнаула.
Улица проходит через Индустриальный и Железнодорожный районы города от железнодорожного полотна у проспекта Строителей в западном направлении, за пределами городской черты улица переходит в автодорогу Р380, которая исторически соединяла Барнаул и Павловск Павловского района Алтайского края (отсюда и происходит название улицы). Протяженность в черте города — 14 км. Ширина — 20 метров.

## История
В июне-июле 2007 проведена реконструкция тракта от улицы Попова до площади Победы. В результате было уложено новое трехслойное дорожное покрытие общей площадью более 116 тыс. м² и протяженностью почти 5 км. Ремонт обошелся бюджету Алтайского края в 140 млн рублей, дополнительно было вложено ещё 30 млн рублей из бюджета Барнаула на благоустройство прилегающей к магистрали территории. В реконструкции принимали участие 520 человек — работники дорожно-строительных организаций, студенческие отряды, геодезисты, лаборанты и др.
По новому генеральному плану Барнаула на период до 2025 года улица должна стать новой центральной магистралью города подобно проспекту Ленина. По прогнозам властей города в районе Павловского тракта будет организован второй городской центр.